# Накривањ
Накривањ је насељено место града Лесковца у Јабланичком округу. Према попису из 2022. било је 983 становника.
Смештено на око 18 километара од Лесковца, у региону Поречје, село Накривањ представља равничарско село у подножју побрђа око планине Кукавице. Засељено је у долини Накривањске реке, која извире на падинама Кукавице и док протиче кроз суседно село Чукљеник, носи назив Чукљеничка река. Одмах након уласка у атар Накривња она се назива Накривањском реком, и то име носи све до свог ушћа у Ветерницу.
Накривањ спада у збијени тип села. Куће су смештене једна до друге, са малим окућницама. Његов атар је један од највећих у целом Лесковцу, већи и од саме општине Лесковац, а једино мањи од планинског села Оруглице. Раније је у саставу Накривња био и атар који данас обухвата село Чукљеник, па и сам манастир је припадао Накривњу, али се касније одвојило као засебно село.
Накривањ је једно од старијих села Лесковачког поречја, настало вероватно још у доба српске средњовековне државе. Први пут се помиње током 15. века, а детаљно је описан од стране аустријског путописца Хана, који је овим крајевима пролазио 1861. године, па је тада и извршио попис села у лесковачком крају, наводећи да је Накривањ у то доба имао чак 60 домаћинстава, па је, после Вучја (суседно, највеће село и привредни центар Поречја), био највеће село у Поречју.
Мештани села се претежно баве пољопривредом, ређе сточарством, али и обрадом дрвета. У прошлости је у селу постојао велики број воденица, па је село било главно место у које су мештани околних села долазили да мељу своје житарице. Данас је велики број воденица уништен, а оне које су остале служе само као сведок прошлих догађаја, ређе као погони за млевење житарица. У селу постоји истурено одељење основне школе „Бора Станковић” из Вучја, као и припремно одељење предшколске наставе.
Село има и свој заселак који носи назив Накривањски Чифлук, смештен на око километар од села, на путу од Стројковца према Накривњу. У засеоку данас живи пар стотина становника који се претежно баве пољопривредом и обрадом дрвета.

## Етимологија
Постоји предање да је неки мештанин овог села, који је био сакат у ногу, често одлазио код свог спахије у Лесковац и молио га да га ослободи пореза јер је био сиромашан, а уз то и сакат. Спахији је временом досадило наваљивање овог сељака, па га је подругљиво назвао Накривањ, а по њему је касније и читаво село добило назив.
Када је реч о Накривањском Чифлуку, он је своје име добио по улози коју је имао у прошлости. Наиме, он је био чифлук, односно велико природно добро које је било у саставу Накривња и на територији чифлука су мештани Накривња имали своје викендице и обрадиве површине, где су повремено одлазили како би обављали различите послове.

## Положај
Село је смештено на пола пута између Стројковца и Чукљеника, на обалама Накривањске реке и поред пута који је овуда водио пуних 400 година за време Турака, везујући преко планине Кукавице, Лесковац и Врање, односно Београд са Солуном.
Засељен готово под самом Китом, завршним висом Кукавице, у средишњем делу котлине, на таласастој тераси коју је измоделирала Накривањска река, Накривањ је подпланинско село и у његовом атару налазе се равнице, брда и планине. Такав топографски положај села погодовао је његовом развоју, па је Накривањ одувек био по величини друго село у целом Поречју, које је имало и свој чифлук — данашњи Накривањски Чифлук и свој заселак — источни део Рашиног Лаза.

## Географија
Атар села Накривња је велики и захвата побрђа, таласасту речну терасу Накривањске реке и планину. Као што је Накривањ, после Вучја, највеће село Поречја, тако је и његов атар, после вучанчанског атара, највећи у целом Поречју и износи 2.927,3 хектара. Атар села Накривањ већи је и од самог атара општине Лесковац, а у читавој општини је трећи по величини, после села Вучје и Оруглица. Од овог простора на оранице отпада 512 хектара, а на шуму 2.198 хектара. По површини обрадивог земљишта, оно иде испред самог Вучја, чије је обрадиво земљиште за око 100 хектара мање од накривањских ораница.
Накривањски Чифлук као заселак има мали атар на коме су, поред кућа у којима становништво живи, смештене обрадиве површине и шуме. Атар је смештен на обалама Накривањске реке, простирући се са обе стране исте, а кроз атар пролази и некадашњи канал на коме је био смештен велики број воденица, од којих и данас неке постоје, мада нису у употреби.

### Хидрографија
Кроз село Накривањ, целом његовом дужином, тече брза река, која се до Накривња назива Чукљеничком реком, а од Накривња носи име Накривањска река. Корито јој је, нарочито у горњем делу села, дубоко, а водени ток брз. Поред корита, још под Турцима је ископан канал, у који је ухваћен добар део водене масе Накривањске реке и на том каналу су подигнуте бројне воденице кроз село, које су посебно биле активне у међуратном периоду. Међутим, данас су воденице углавном срушене те свега неколико њих постоји и функционише.
Уз Накривањску реку, у атату села постоје бројни потоци који се спуштају са оближње Кукавице, од којих неколико пролази кроз само село.
- Накривањска река пролази кроз Накривањ пре уливања у Ветерницу у селу Стројковце
- Накривањска река
- Један од бројних потока који извиру са Кукавице
- Поток у близини Накривња
- Један од потока који пролази кроз само село

## Историја
Накривањ је у турско доба био господарско село, а његов господар био је извесни Садик-ага. Ага је у селу изградио воденицу, а себи сазидао кулу на четири спрата, због чега је морао да пресели 27 кућа из Накривња у Чукљеник, тако да је у Накривњу остало свега 13 кућа. Кула коју је саградио звала се Винка, а њен највиши спрат био је сав у стаклу, тако да је, заједно са миндерлуцима поред прозора, пружао диван поглед на природне лепоте планине Кукавице. Село је такође било и под заштитом Јограћа Костића, једног од господара села Пресечине, који је кулу Винку купио од Садик-аге. Након ослобођења од Турака, кула је порушена, тако да се данас не могу наћи њени трагови, а није позната ни тачна локација у селу где се кула некада налазила.
Негде око 1789. године, Пеша Прчић из накривањског чивлака био је дигао народ на Турке. Незадовољни мештани сукобили су се са Турцима код села Паликуће, где су Турци угушили побуну, Пешу Прчића убили, а село у ком се одвијала битка запалили.
У зиму 1877. године избио је Поречки устанак. У чети вође устанка, Влајка Раденковића, било је доста Накривчана, а међу њима се истакао Кумбара, по коме је данашња махала Кулумбарци добила име. Он је, после смрти Влајка Раденковића, преузео контролу над устанцима у Дилавер-беговој кули и успешно одбио нападе арбанашког бошибозучког одреда.

### Накривањски Чифлук
Овај заселак се не спомиње у Хановом путопису из 1858. године, али Милан Ђ. Милићевић помиње као сеоско насеље са 12 пореских глава. Чије је власништво био чифлук пред крај турске власти није могуће са сигурношћу тврдити. Вероватно је био власништо господара Накривња, али није искључена ни могућност да је био власништво Нешке Митровића, лесковачког чорбаџије који је овде имао своју воденицу. Та воденица постоји и данас и носи назив „Нешкина воденица”.

## Демографија
Накривањ се под Турцима вероватно развио и као караванска станица пред улазак у планину. Од овог села, па готово до самог Врања, по блиском путу, није било никаквог насеља по планинама кроз које је пут пролазио. У планини је било хајдука, па су се путници у Накривњу груписали и тако у већим групама настављали пут преко планинских врлети. Немачки путописац Хан забележио је да је ово село половином 19. века имало 60 кућа, што за тадашњу величину српских села представља веће насеље, а према попису из 1884. године Накривањ је имао 110 пореских глава. Попис из 1959. године бележи да је село имало 217 домаћинстава, на основу чега се може закључити да је Накривањ показивао сталан раст. Испред њега се налазило, а налази се и данас, село Вучје за чији је развитак заслужан развој индустрије, нарочито у последњој трећини двадесетог века. С обзиром да је развој индустрије погодовао и развитку Накривња, село због тога није почело да стагнира. Удаљено од Вучја око четири километра, село је вишак своје радне снаге запошљавало у Вучју без нужде да ти мештани напусте своје родно село и преселе се у Вучје.
У насељу Накривањ данас живи 1062 пунолетна становника, а просечна старост становништва износи 41,8 година (41,0 код мушкараца и 42,6 код жена). У насељу има 351 домаћинство, а просечан број чланова по домаћинству је 3,75.
Ово насеље је великим делом насељено Србима (према попису из 2002. године), а у последња три пописа, примећен је пад у броју становника.
|             | \| Демографија[12] \| Демографија[12] \| Демографија[12] \| \| Година \| Становника \| Становника \| \| --------------- \| --------------- \| --------------- \| \| 1948. \| 1.290 \| \| \| 1953. \| 1.326 \| \| \| 1961. \| 1.414 \| \| \| 1971. \| 1.526 \| \| \| 1981. \| 1.514 \| \| \| 1991. \| 1.462 \| 1.426 \| \| 2002. \| 1.315 \| 1.375 \| \| 2011. \| 1.159 \| \| \| 2022. \| 938 \| \| |            |
| Демографија | |            |
| Година      | Становника | Становника |
| 1948.       | 1.290 |            |
| 1953.       | 1.326 |            |
| 1961.       | 1.414 |            |
| 1971.       | 1.526 |            |
| 1981.       | 1.514 |            |
| 1991.       | 1.462 | 1.426      |
| 2002.       | 1.315 | 1.375      |
| 2011.       | 1.159 |            |
| 2022.       | 938 |            |

| Етнички састав према попису из 2002.‍ | Етнички састав према попису из 2002.‍ | Етнички састав према попису из 2002.‍ | Етнички састав према попису из 2002.‍ | Етнички састав према попису из 2002.‍ |
| ------------------------------------ | ------------------------------------ | ------------------------------------ | ------------------------------------ | ------------------------------------ |
|                                      |                                      |                                      |                                      |                                      |
| Срби                                 | Срби                                 |                                      | 1.299                                | 98,78%                               |
| Роми                                 | Роми                                 |                                      | 15                                   | 1,14%                                |
| Македонци                            | Македонци                            |                                      | 1                                    | 0,07%                                |
| непознато                            | непознато                            |                                      | 0                                    | 0,0%                                 |

| Година пописа     | 1948. | 1953. | 1961. | 1971. | 1981. | 1991. | 2002. |
| ----------------- | ----- | ----- | ----- | ----- | ----- | ----- | ----- |
| Број домаћинстава | 194   | 217   | 282   | 336   | 355   | 363   | 351   |

| Број чланова      | 1  | 2  | 3  | 4  | 5  | 6  | 7  | 8 | 9 | 10 и више | Просек |
| ----------------- | -- | -- | -- | -- | -- | -- | -- | - | - | --------- | ------ |
| Број домаћинстава | 42 | 70 | 60 | 52 | 46 | 60 | 14 | 6 | 1 | 0         | 3,75   |

| Пол    | Укупно | Неожењен/Неудата | Ожењен/Удата | Удовац/Удовица | Разведен/Разведена | Непознато |
| ------ | ------ | ---------------- | ------------ | -------------- | ------------------ | --------- |
| Мушки  | 544    | 109              | 383          | 41             | 10                 | 1         |
| Женски | 560    | 62               | 382          | 96             | 18                 | 2         |
| УКУПНО | 1.104  | 171              | 765          | 137            | 28                 | 3         |

| Пол    | Укупно                    | Пољопривреда, лов и шумарство | Рибарство                            | Вађење руде и камена | Прерађивачка индустрија       |
| ------ | ------------------------- | ----------------------------- | ------------------------------------ | -------------------- | ----------------------------- |
| Мушки  | 247                       | 74                            | 0                                    | 0                    | 107                           |
| Женски | 138                       | 43                            | 0                                    | 0                    | 66                            |
| УКУПНО | 385                       | 117                           | 0                                    | 0                    | 173                           |
| Пол    | Производња и снабдевање   | Грађевинарство                | Трговина                             | Хотели и ресторани   | Саобраћај, складиштење и везе |
| Мушки  | 2                         | 6                             | 9                                    | 1                    | 14                            |
| Женски | 1                         | 1                             | 6                                    | 2                    | 5                             |
| УКУПНО | 3                         | 7                             | 15                                   | 3                    | 19                            |
| Пол    | Финансијско посредовање   | Некретнине                    | Државна управа и одбрана             | Образовање           | Здравствени и социјални рад   |
| Мушки  | 0                         | 2                             | 4                                    | 4                    | 3                             |
| Женски | 0                         | 0                             | 0                                    | 4                    | 3                             |
| УКУПНО | 0                         | 2                             | 4                                    | 8                    | 6                             |
| Пол    | Остале услужне активности | Приватна домаћинства          | Екстериторијалне организације и тела | Непознато            | Непознато                     |
| Мушки  | 6                         | 0                             | 0                                    | 15                   | 15                            |
| Женски | 1                         | 0                             | 0                                    | 6                    | 6                             |
| УКУПНО | 7                         | 0                             | 0                                    | 21                   | 21                            |

## Саобраћај
Накривањ је асфалтним путем повезан са локалним путем Лесковац—Вучје, на који избија у Стројковцу. Пут до Стројковца се навише продужује до Чукљеника, пратећи Накривањску, односно Чукљеничку реку, а од Чукљеника постоји и неасфалтирани пут који води дубоко у планину Кукавицу, а претежно је намењен саобраћању пољопривредних машина и камиона ради експлоатације шума Кукавице, али и представља везу са засеоцима смештеним до самог врха планине. Поред везе преко Стројковца, Накривањ је директно повезан асфалтираним путем са Вучјем, пресецајући мањи поток у делу села званом Боженица.

## Привреда
Накривчани су се, поред земљорадње, раније бавили воденичарством и прерадом дрвета. У атару села постојале су бројне воденице у прошлости, међу њима и Горња Доткина, Нешкина, Трњанска, Горчина, Виде Кукареве, две Алексине, Трњанска-Баба-Стојнина и Јајинска. Данас је воденичарство као грана привреде готово изумрло, док су се пољопривреда и прерада дрвета задржали до данас. Прерада дрвета развијена је до крајњих граница и израсла је у праву мануфактуру. Накривчани данас израђују лопате, виле, држалице за сва поропривредна оруђа и секире, тануре (софре), столице, троношке, а у прошлости су градили и разне заструге (вагане), лубове за сита, шинике и гочеве, разбоје, осовине за кола, јармове, процепе, канате, душемена, сандуке за оставу, наћве, чутуре, корита, оплења и многе друге предмете употребљиване у домаћинствима, саобраћају и пољопривреди, али, с обзиром на модернизацију привреде, престало је са израдом ових старих оруђа.
Када је реч о пољопривреди, Накривањ се, а и села у околини, претежно бави воћарством, па су тако најчешће културе које се могу срести у атару села воћке попут вишања, малина, купина, шљива и јагода, а неретко се саде и житарице као што су пшеница, кукуруз и крмно биље. Поврће се такође гаји, али се оно, за разлику од воћа и житарица, не продаје, већ сади за сопствене потребе. Од повртарских култура најчешће су кромпир, пасуљ, боранија, грашак, лук, паприка, парадајз и краставац.
Уз земљорадњу, Накривчани се баве и стајским сточарством. У прошлости је свако домаћинство имало бар по две краве, свињу-две за тов, али и такозване пашићне свиње за приплод и продају прасића, али ово последње у мањој мери. Данас је сточарство мање заступљено, тако да један део домаћинстава уопште не гаји стоку, али постоје и она домаћинства која имају мање или веће фарме са по неколико десетина крава или свиња.

## Образовање
По извештају из 1878. године ту је постојала мушка школа. То је старог црквеног духа школа, без поделе на разреде, смештена у једној собици црквене куће. Издржава школу црква, а постављени учитељ ради бесплатно (ту му је дат смештај) са 15 ђака.
У селу сада постоји четвороразредни огранак основне школе “Бора Станковић” из Вучја. Школа у Вучју почела је са радом 1919. године, а истурено одељење у Накривњу саграђено је око пола века касније. Некада је број ученика накривањске школе био троцифрен, али данас, због приметног тренда депопулације, ово четвороразредно истурено одељење похађа 50ак основаца. У састав ове школе улази и припремно одељење предшколске наставе, које сваке године упише 20ак деце из Накривња и Чукљеника.

## Галерија
- Панорама Накривња
- Панорама Накривња
- Панорама Накривња
- Панорама Накривња
- Панорама Накривња
- Центар села
- Сеоски крст
- Сеоски крст
- Здравствена амбуланта у Накривњу, огранак Дома здравља Вучје
- Месна канцеларија
- Црква Светог Архангела Гаврила у Накривањском чифлуку
- Махала Кулумбарци
- Махала Миленковићи
- Махала Шопови
- Фабрика за обраду дрвета у селу